# 朴素賢
朴素賢（韓語：박소현，1971年2月11日—），韓國女演員、播音員，漢名常被譯作朴素嫻、朴曉嫻。
朴素賢是1993年SBS的新聞節目《出發！首爾的早上》以主播身份出道，而同年再以KBS的《明日的愛》演員身份出道。

## 影視作品

### 電視劇
- 1993年：KBS《明日的愛》
- 1994年：MBC《綜合醫院》
- 1995年：SBS《神秘的鏡子中》
- 1996年：SBS《都市男女》
- 1997年：SBS《超越地平線》
- 2000年：SBS《女子萬歲》
- 2002年：SBS《這夫婦的生活方法》
- 2003年：KBS《玫瑰籬笆》
- 2004年：MBC《花王仙女》飾演 張詩夢
- 2007年：KBS《善良女子白日紅》飾演 白日紅
- 2009年：MBC《Triple》飾演 申教練
- 2012年：KBS《順藤而上的你》飾演 廣播主持人 （第54集客串）
- 2014年：KBS《貓來了》飾演 韓恩淑
- 2015年：OCN《失蹤的黑色M》飾演 姜珠映
- 2016年：SBS《戲子》飾演 電台DJ（特別出演）[4]

### 電影
- 1997年：《敗者復活戰》
- 2003年：《去火星的男人》
- 2010年：《節日》
- 2012年：《完美廣播》

## 綜藝節目
- 1993年：SBS《出發！首爾的早上》
- 1996－2002年：SBS《好奇心天國》
- 1998－至今：SBS《瞬間捕捉 世界有奇事》
- 2000年：KBS《連接Happy Time》
- 2002年：SBS《週六Star Club》
- 2003年：MBC《共感特別的世界》
- 2008年：東亞頻道《朴素賢的Secret Garden》
- 2011－2012年：MBC《我們結婚了》與金元俊(M4)
- 2012年：Fashion《美's agent》
- 2013年6月9日：SBS《Running Man》EP.149 with 金守美、宋恩伊、金淑、權梨世
- 2013年10月6日：SBS《Running Man》EP.166 特別出演
- 2016年－至今：MBC every1《Video Star》

## 廣播節目
- 1994－1997：MBC FM4U 《朴素賢的FM約會》
- 1999－：SBS Power FM 《朴素賢的Love Game》[5]。

## 獲獎紀錄
- 2004年：SBS演技大賞－特別獎
- 2007年：SBS演藝大賞－年度之星獎 TV部門 主持人類別

## 外部連結
- 朴素賢官方網站
- 朴素賢的Love Game （页面存档备份，存于）